# City of Ipswich Tennis International 2012
Il City of Ipswich Tennis International 2012 (Australia F3 Futures 2012) è stato un torneo di tennis facente della categoria ITF Women's Circuit nell'ambito dell'ITF Women's Circuit 2012 e dell'ITF Men's Circuit nell'ambito dell'ITF Men's Circuit 2012. Sia il torneo maschile che quello femminile si sono giocati a Ipswich in Australia dal 19 al 25 marzo su campi in terra rossa.

## Campioni

### Singolare maschile
Samuel Groth ha battuto in finale  Jason Kubler con il punteggio di 5–7, 6–3, 6–2

### Doppio maschile
Adam Feeney /  Adam Hubble hanno battuto in finale  Brydan Klein /  Jose Statham con il punteggio di 6–4, 6–4

### Singolare femminile
Sandra Zaniewska ha battuto in finale  Ashleigh Barty con il punteggio di 7–6(5), 6–1

### Doppio femminile
Monique Adamczak /  Sandra Zaniewska hanno battuto in finale  Shūko Aoyama /  Junri Namigata con il punteggio di 7–5, 6–4